# 日本理容美容教育センター
公益社団法人日本理容美容教育センター（にほんりようびようきょういくセンター）は、日本の理容師養成施設、美容師養成施設によって結成されている公益法人。元厚生労働省所管。

## 沿革
- 1954年4月21日 - 創立

## 活動内容
理容、美容に関する様々な事業、教員の養成などを行う。

## 加盟校
- 理容師養成施設、美容師養成施設を参照。